# Chris Taylor (remero)
Chris Taylor (St. Catharines, 25 de agosto de 1966) es un deportista canadiense que compitió en remo como timonel.
Ganó dos medallas de bronce en el Campeonato Mundial de Remo, en los años 1996 y 1997, ambas en la prueba de ocho con timonel ligero.
Participó en los Juegos Olímpicos de Sídney 2000, ocupando el séptimo lugar en la prueba de cuatro con timonel.

## Palmarés internacional
| Campeonato Mundial | Campeonato Mundial       | Campeonato Mundial | Campeonato Mundial      |
| Año                | Lugar                    | Medalla            | Prueba                  |
| ------------------ | ------------------------ | ------------------ | ----------------------- |
| 1996               | Motherwell (Reino Unido) | Medalla de bronce  | Ocho con timonel ligero |
| 1997               | Aiguebelette (Francia)   | Medalla de bronce  | Ocho con timonel ligero |